# Oliver Köhrmann
Oliver Köhrmann (* 28. Juli 1976 in Oldenburg) ist ein deutscher Handballspieler. Er ist 1,86 m groß und wiegt 86 kg. Er studiert Betriebswirtschaftslehre. Seine Spielposition war auf Rückraum Mitte.

## Vereinskarriere
Oliver Köhrmann spielte seit 1997 beim Wilhelmshavener HV und seit 2002 in der deutschen Handball-Bundesliga ebenfalls mit dem Wilhelmshavener HV. In der Saison 2007/08 stieg er mit seinem Verein in die 2. Handball-Bundesliga ab. Ab der Saison 2008/09 lief er für den TV Großwallstadt auf. Nachdem Großwallstadt am Ende der Saison 2012/13 aus der Bundesliga abgestiegen war, wurde Köhrmanns nur für die erste Liga gültiger Vertrag nicht verlängert. Am 28. August 2013 gab der Wilhelmshavener HV bekannt, dass Oliver Köhrmann wieder nach Wilhelmshaven zurückkehrt. Im Juni 2016 gab er nach drei erfolgreichen Jahren mit Aufstieg und Klassenerhalt in der zweiten Liga seinen Rücktritt vom Handball bekannt. Als Wilhelmshaven im September 2016 mehrere Ausfälle zu beklagen hatte, wurde Köhrmann reaktiviert.

## Nationalmannschaft
Für die deutsche Handballnationalmannschaft bestritt er bisher 17 Länderspiele, in denen er 14 Tore erzielte (Stand: 29. Januar 2010). Sein Länderspieldebüt gab am 5. Juni 2005 in Tel Aviv gegen die israelische Nationalmannschaft.

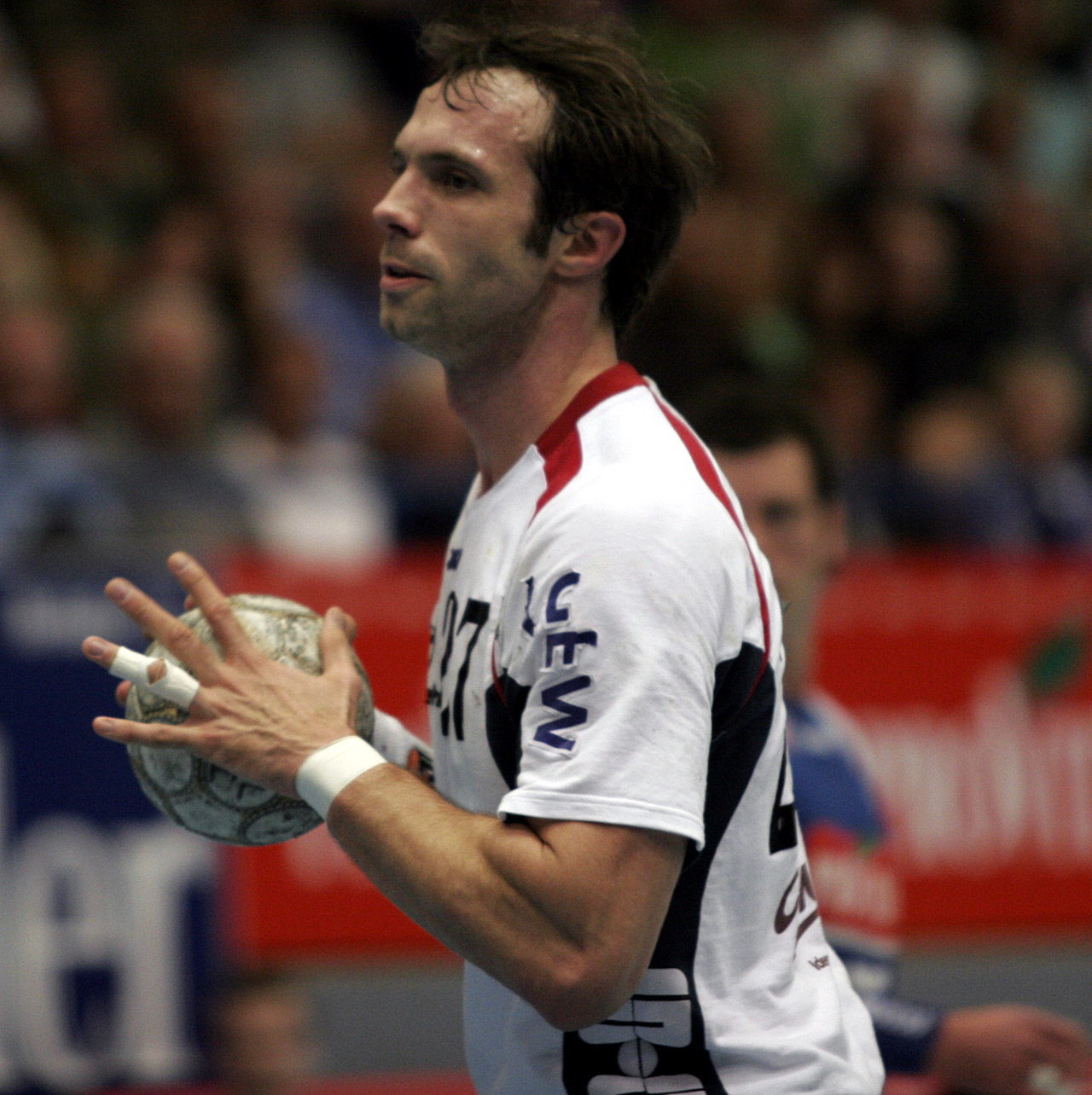
Oliver Köhrmann bei einem Strafwurf

## Privates
Köhrmann ist verheiratet und hat eine Tochter.